# Football Club Dallas
El Football Club Dallas, también llamado F. C. Dallas, FC Dallas o simplemente Dallas, es un equipo de fútbol estadounidense de la ciudad de Dallas, Texas. Fue fundado en 1996, bajo el nombre de Dallas Burn, y actualmente juega en la Major League Soccer en la Conferencia Oeste.

## Historia
Fundado en 1996 es uno de los equipos fundadores de la MLS. En 1997 consiguió ganar la U.S. Open Cup, pero perdió dos finales de esta copa en 2005 y en 2007. En 2006 fue campeón de la Conferencia Oeste en la liga regular. Equipo con pocos éxitos, en la temporada 2006 de la MLS logró llegar por primera vez a la final de la conferencia Oeste, siendo derrotados ante el Chivas USA en el Pizza Hut Park.
En 2010 consiguió ganar la conferencia Oeste al derrotar al Los Angeles Galaxy en el Home Depot Center por 3 a 0. Por lo tanto el FC Dallas jugará su primera MLS Cup. Pero perdió la final contra el Colorado Rapids en BMO Field de Toronto por 2-1.
Apodados Cowboys, FCD, Toros, The Branders, su mascota es un toro llamado Tex Hooper y en su escudo aparece la cabeza de un toro junto con los colores del equipo. Su máximo rival es el Houston Dynamo con quien disputa el derby tejano.

## Uniforme
- Uniforme titular: Camiseta roja con rayas horizontales blancas, pantalón rojo y medias rojas.
- Uniforme alternativo: Camiseta azul con rayas horizontales blancas, pantalón azul y medias azules.

### Indumentaria y patrocinador
El 27 de junio de 2012, el FC Dallas llegó a un acuerdo de patrocinio por tres años con AdvoCare, una empresa basada en emprendiminetos de la salud y el bienestar, con un valor de 7,5 millones de dólares. AdvoCare se convirtió en el patrocinador oficial del club texano.
| Período       | Proveedor |
| ------------- | --------- |
| 1996-2006     | Nike      |
| 2006-presente | Adidas    |

| Período       | Patrocinador     |
| ------------- | ---------------- |
| 1996-2012     | Sin patrocinante |
| 2012-presente | AdvoCare         |

### Evolución

#### Local
| 1996      | 1997      | 1998–1999 | 2000      | 2001–2002 | 2003–2004 | 2005      |
| 2006–2007 | 2008–2009 | 2010–2011 | 2012–2013 | 2014–2015 | 2016–2017 | 2018–2019 |
| 2020–2022 | 2022–2024 | 2024–     |           |           |           |           |

#### Visita
| 1996      | 1997      | 1998–1999 | 2000      | 2001–2002 | 2003–2004 | 2005    |
| 2006–2007 | 2008–2009 | 2010–2011 | 2012–2014 | 2015–2016 | 2017–2018 | 2019–21 |
| 2021–23   | 2023–25   |           |           |           |           |         |

#### Tercero
| 2006 | 2018 | 2019 | 2025– |

## Estadio

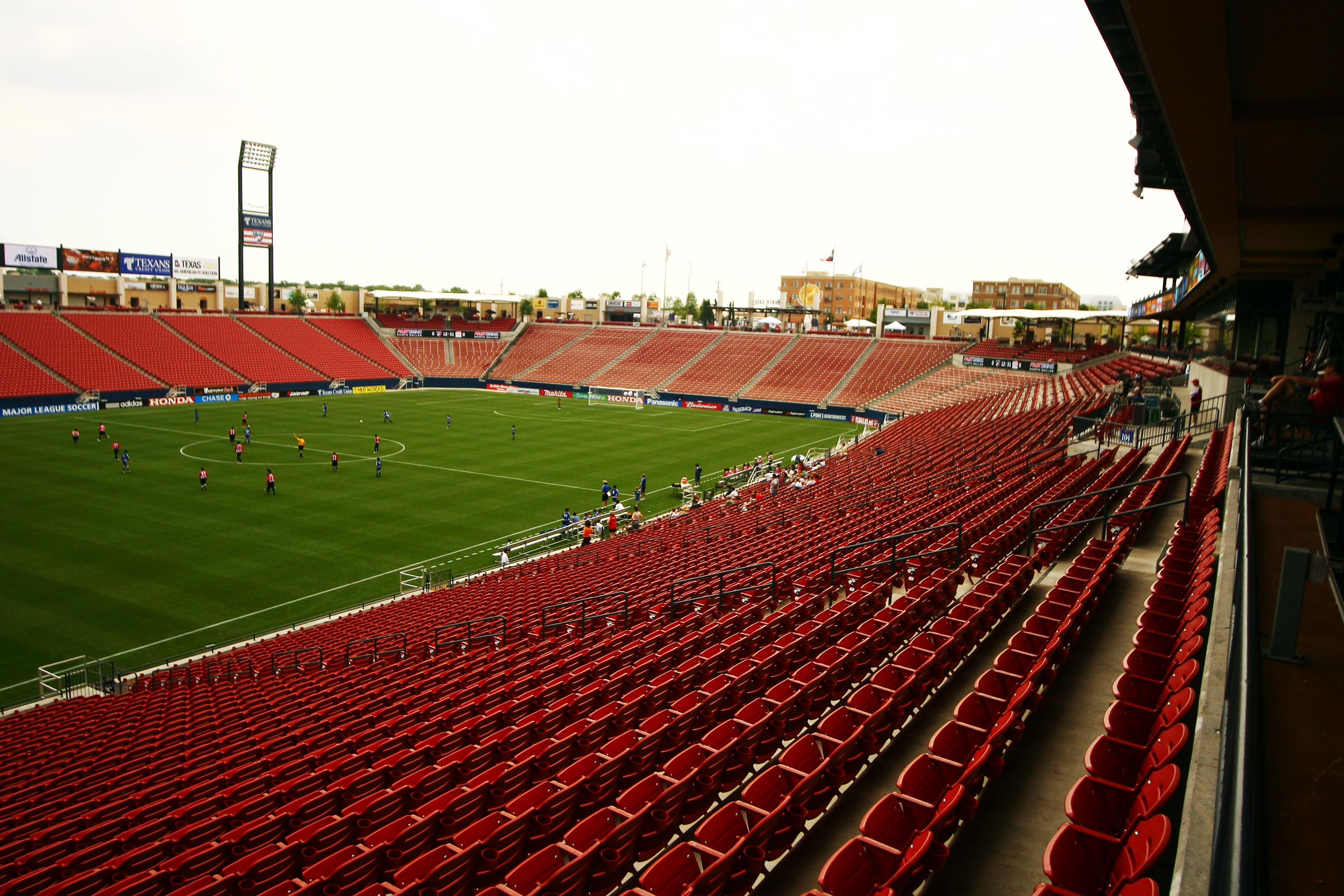
El FC Dallas juega de local en este estadio.

El Toyota Stadium es un estadio ubicado en Frisco, Texas, Casa del equipo de la MLS (Major League Soccer) FC Dallas de los Estados Unidos y fue una de las principales sedes de la InterLiga. Se llamó «Pizza Hut Park» hasta que el contrato con la franquicia de restaurantes expiró y no fue renovado.
En este estadio sólo se ha vivido una final y fue la de Tigres UANL enfrentando a los Rayados del Monterrey del torneo extinto InterLiga 2006 que acabó ganando la UANL.

## Datos del club
- Temporadas en MLS: 17: (1996 - Presente).
- Mayor goleada conseguida:
  - En campeonatos nacionales: 6-0 Kansas City Wizards en 2009, 0-5 vs San Jose Earthquakes en 2014, 5-0 vs Portland Timbers en 2012, 5-0 al Kansas City Wizards en 1999.
  - En torneos internacionales: FC Dallas 4-0 Alianza (El Salvador, amistoso), en 2016. Deportivo Suchitepéquez 2-5 FC Dallas, FC Dallas 4-0 Árabe Unido, ambos por la liga de campeones de la concacaf 2016-2017.
- Mayor goleada encajada:
  - En campeonatos nacionales: 1-8 vs L.A. Galaxy en 1998, 1-6 vs L.A. Galaxy en 1998, y 6-1 vs D.C. United en 1996,y 5-0 vs San Jose Earthquakes en el 2000, 2-6 vs Miami Fusion en 2001, todas con el nombre Dallas Burn.
  - En torneos internacionales: FC Dallas 0 - 3 Toronto FC (18 de octubre de 2011 en el FC Dallas Stadium), 5-3 vs Tauro de Panamá el 28 de septiembre de 2011 en Panamá, ambas derrotas por el torneo de Liga de Campeones de Concacaf. 5-6 vs Los Angeles Galaxy el 31 de julio de 2007 durante la SuperLiga Norteamericana.
- Mejor puesto en la liga: 1.º (2006).
- Peor puesto en la liga: 8.º (2013).
- Primer partido en campeonatos nacionales: San Jose Clash 0 - 1 Dallas Burn (14 de abril de 1996 en el Cotton Bowl).
- Primer partido en torneos internacionales oficiales: Dallas Burn 1 - 4 Club Necaxa (4 de marzo de 1998).
- Participaciones en torneos internacionales oficiales (4):
  - Liga de Campeones de la Concacaf (2): 2011-12 y 2016-17
  - Recopa de la Concacaf (1): 1998.
  - SuperLiga Norteamericana (1): 2007.

## Jugadores

### Más apariciones en club
- Actualizado al 26 de septiembre de 2024.

| # | Jugador           | Años      | Liga | Playoffs | Copas Nacionales | Copas Internacionales | Total |
| - | ----------------- | --------- | ---- | -------- | ---------------- | --------------------- | ----- |
| 1 | Matt Hedges       | 2012–2022 | 310  | 15       | 15               | 9                     | 349   |
| 2 | Jason Kreis       | 1995–2004 | 247  | 22       | 8                | 0                     | 277   |
| 3 | Bobby Rhine       | 1999–2008 | 211  | 13       | 2                | 3                     | 229   |
| 4 | Ryan Hollingshead | 2013–2022 | 193  | 11       | 12               | 6                     | 222   |
| 5 | Michael Barrios   | 2015–2021 | 179  | 10       | 13               | 9                     | 211   |

### Máximos goleadores
- Actualizado al 26 de septiembre de 2024.

| # | Jugador          | Años           | Liga | Playoffs | Copas Nacionales | Copas Internacionales | Total |
| - | ---------------- | -------------- | ---- | -------- | ---------------- | --------------------- | ----- |
| 1 | Jason Kreis      | 1995–2004      | 91   | 3        | 3                | 0                     | 97    |
| 2 | Jesús Ferreira   | 2017–          | 53   | 1        | 0                | 1                     | 55    |
| 3 | Kenny Cooper Jr. | 2006–2009 2009 | 46   | 0        | 3                | 0                     | 49    |
| 4 | Blas Pérez       | 2012–2016      | 36   | 1        | 5                | 0                     | 42    |
| 5 | Carlos Ruiz      | 2006–2008 2016 | 32   | 5        | 0                | 2                     | 39    |

## Entrenadores

### Cronología de los entrenadores
- Dave Dir (1996–2000)
- Mike Jeffries (2001-2003)
- Colin Clarke (2003–2006)
- Steve Morrow (2006-2008)
- Schellas Hyndman (2008-2013)
- Óscar Pareja (2014–2018)
- Luis González (2018-2021)
- Marcos Ferruzzi (interino) (2021)
- Nico Estévez (2021-2024)
- Peter Luccin (interino) (2024)
- Eric Quill (2024-)

## Palmarés

### Torneos nacionales
| Competición nacional           | Títulos     | Subcampeonatos |
| ------------------------------ | ----------- | -------------- |
| Major League Soccer (0/1)      |             | 2010.          |
| MLS Supporters' Shield (1/2)   | 2016.       | 2006, 2015.    |
| Lamar Hunt U.S. Open Cup (2/2) | 1997, 2016. | 2005, 2007.    |
| Conferencia Oeste (1/0)        | 2006.       |                |

### Torneos amistosos
| Competición internacional | Títulos     | Subcampeonatos |
| ------------------------- | ----------- | -------------- |
| Rio Grande Plate (2/2)    | 2005, 2011. | 2007, 2008.    |